# Фролов, Юрий Николаевич
Юрий Николаевич Фролов (18 июня 1932, хутор Вертячий, Городищенский район, Сталинградская область — 10 сентября 2011, Волгоград) — генеральный директор производственного объединения «Волгоградское» по птицеводству, гор. Волгоград. Герой Социалистического Труда (1990).
Указом № УП — 1003 Президента СССР Михаила Сергеевич Горбачёва «О присвоении звания Героя Социалистического Труда тов. Фролову Ю. Н.» от 12 ноября 1990 года «за большой личный вклад в увеличение производства продукции птицеводства на основе применения интенсивных технологий и передовых методов организации труда» удостоен звания Героя Социалистического Труда с вручением ордена Ленина и золотой медали «Серп и Молот».
Избирался депутатом Волгоградской областной Думы I созыва.
Основатель женского гандбольного клуба «Россиянка» (базировался в посёлке Городище под Волгоградом); первым тренером этого клуба стал Евгений Трефилов.
Сочинения
Бройлеры на потоке : [Птицефабрика им. 62-й армии] / Ю. Н. Фролов; [Лит. запись В. С. Лосева]. — Волгоград : Ниж.-Волж. кн. изд-во, 1982. — 64 с. : ил.; 20 см. — (БПО Б-чка передового опыта).
Награды
- Герой Социалистического Труда
- Орден Ленина — дважды
- Орден Трудового Красного Знамени
- Орден Знак Почёта